# Kościół św. Mikołaja w Niegowej
Kościół Świętego Mikołaja – rzymskokatolicki kościół parafialny należący do parafii pod tym samym wezwaniem (dekanat Żarki archidiecezji częstochowskiej.
Jest to świątynia murowana, wzniesiona z kamienia, posiadająca jedną nawę, nosząca w swej bryle cechy stylów: romańskiego i gotyckiego. Posiada barokowe i rokokowe wyposażenie.
Została zbudowana zapewne na początku XIV wieku, natomiast konsekrowana została po kolejnej przebudowie w drugiej połowie XVII wieku. Budowla posiada węższe w stosunku do nawy prezbiterium zakończone absydą, mury wzmocnione są skarpami przyporowymi, z lewej i prawej strony prezbiterium są umieszczone: skarbczyk kościelny i zakrystia.
Z przodu znajduje się wieża przypominająca swoim wyglądem potężną basztę.
Za prezbiterium od zewnątrz jest umieszczony zabytkowy ogrójec, natomiast we wnętrzu kościoła znajdują się trzy ołtarze: główny z obrazem Matki Bożej i św. Mikołaja oraz boczne św. Antoniego i Matki Bożej.
Dach świątyni oraz wieżę nakrywa blacha miedziana.